# Le Lac. La Rus'
Le Lac. La Rus' (en russe : Озеро. Русь) ou simplement Le Lac, est un tableau du peintre russe Isaac Levitan (1860-1900), sur lequel il travailla durant les années 1899-1900. Il est exposé au Musée russe à Saint-Pétersbourg.

## Description et histoire

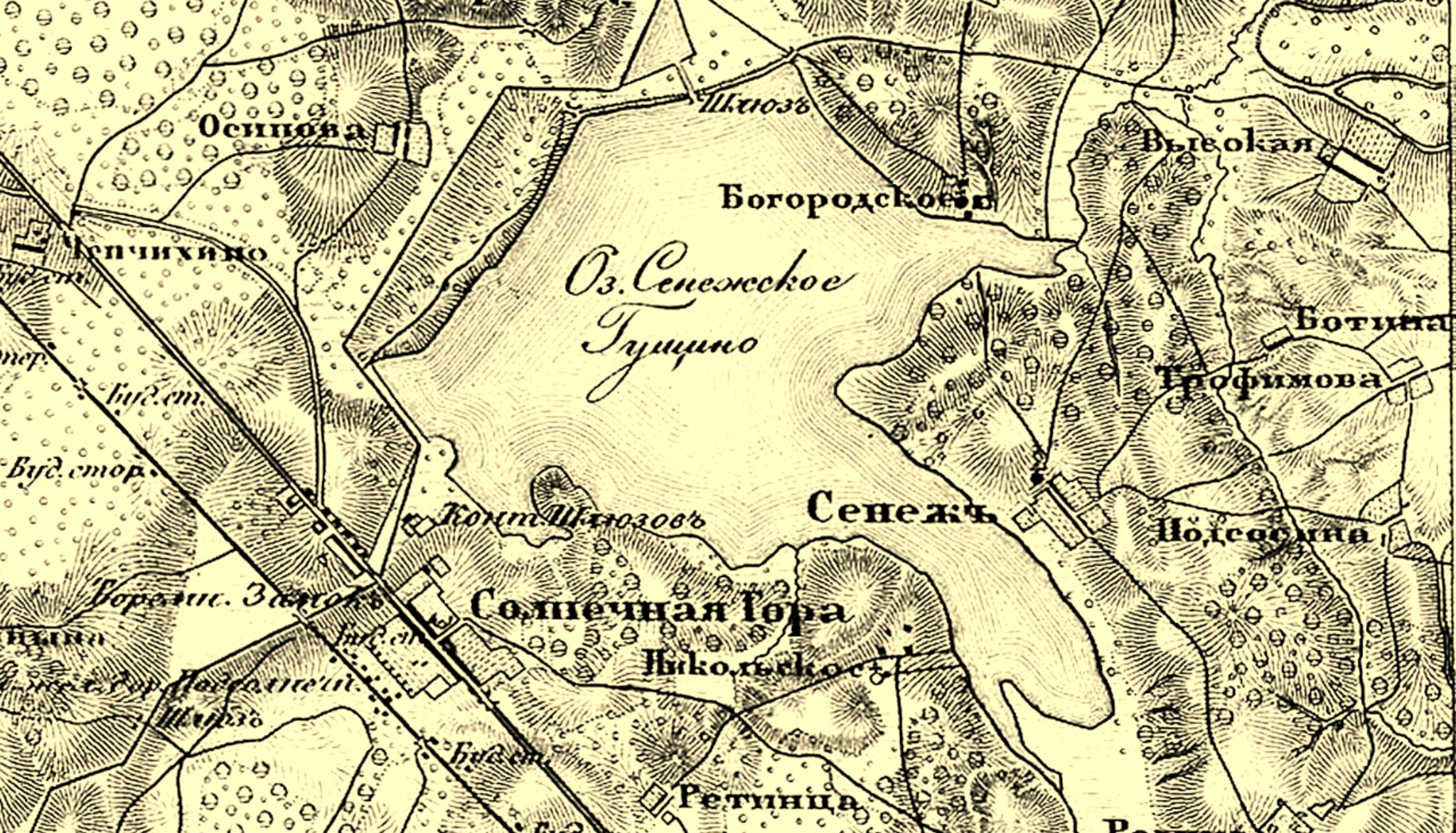
L'image du lac Senezhskoe-Gushchino sur la «Carte topographique militaire de la province de Moscou», établie par F. F. Choubert en 1860, rangée ll, feuille 4.

Les dimensions du tableau sont de 149 × 208 cm,,,.
Le tableau a été réalisé peu de temps avant la mort du peintre le 4 août 1900. Il est d'ailleurs resté inachevé. Il est l'une de ses toiles aux dimensions les plus importantes. C'est en quelque sorte le  chant du cygne de l'artiste, son testament artistique. Le tableau a été présenté pour la première fois à l'exposition posthume qui a lieu à Moscou et Saint-Pétersbourg en 1901,.
Cette toile Le Lac est une des trois plus grandes de l'auteur avec celles intitulées Eaux profondes et Par-dessus la paix éternelle. Pour l'étude de sa toile Levitan a utilisé un grand nombre de croquis et d'esquisses qui se trouvent au Musée d'État des beaux-arts de Nijni Novgorod. Il existe aussi une version préliminaire qui se trouve dans une collection privée à Moscou.
Le paysage choisi est celui d'un lac. Sur la berge opposée on voit des champs et un bois en automne. À l'avant une église blanche. Des nuages dispersés traversent le ciel et s'étendent à perte de vue. Tout cela se reflète dans les eaux du lac. L'ensoleillement du tableau souligne la grandeur et l'étendue de la nature russe. C'est la raison de l'ajout du mot Rus' par Levitan au titre de son tableau.

## Opinion

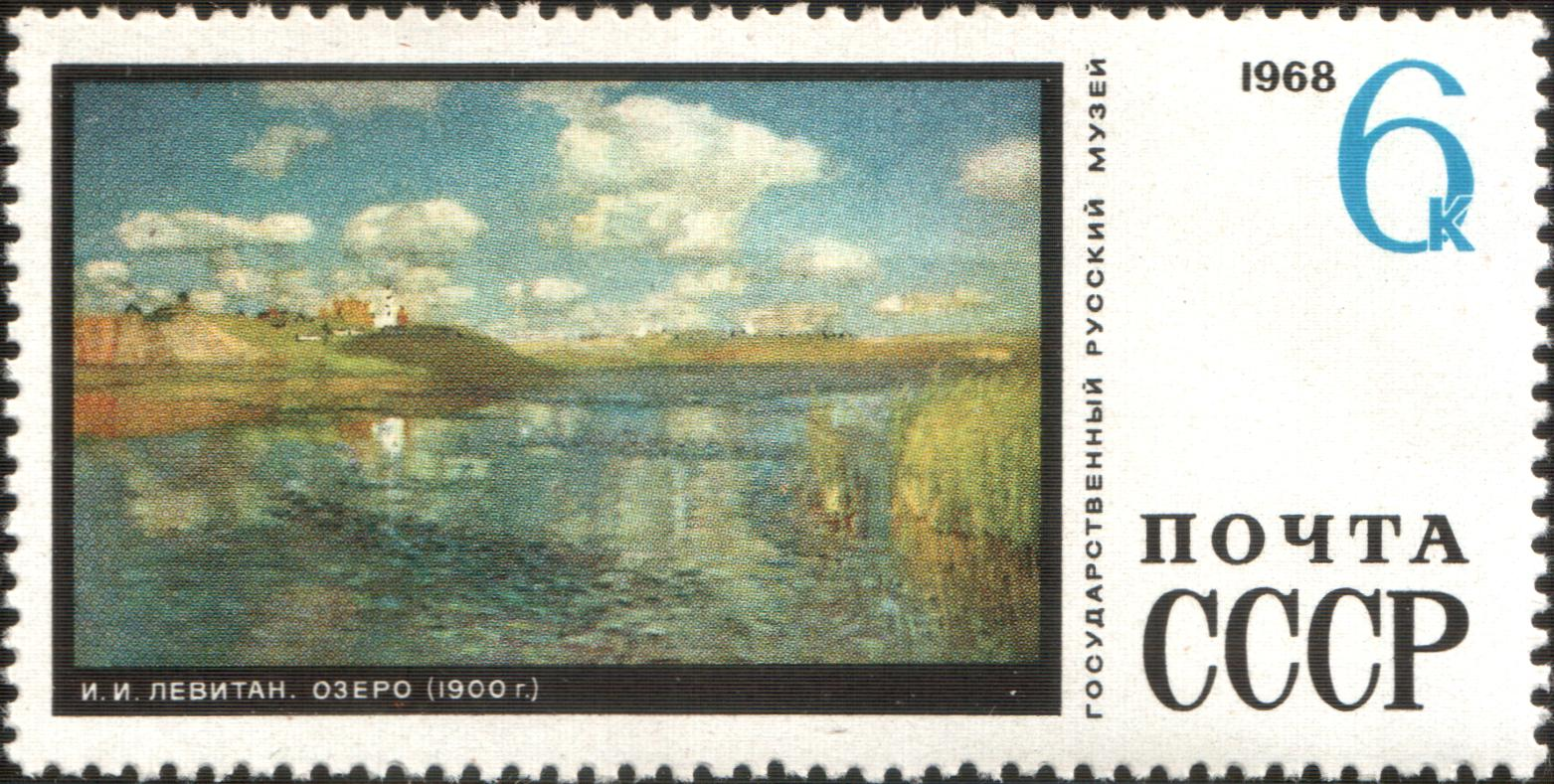
La tableau «Le Lac» sur un timbre-poste de l'URSS de 1968

Dans un article sur l'œuvre de Levitan de son ouvrage Paysages russes, le critique d'art Vitali Manine écrit :
« Dans la dernière toile restée inachevée de Levitan « Le Lac. La Rus' » se manifeste clairement la recherche artistique du peintre proche de la plastique que l'on va retrouver en Russie durant le siècle qui suit. Le désir de saisir l'état de l'atmosphère en mouvement, la beauté du monde toujours passagère, la mobilité de l'air ; de même que la manière de saisir une esquisse pour fixer le sens et l'émotion sont le résultat de nombreuses recherches dans son approche de la perception du monde. »